# پای کوه سفید
پای کوه سفید، روستایی از توابع بخش مرکزی شهرستان کهنوج در استان کرمان ایران است.

## جمعیت
این روستا در دهستان حومه قرار دارد و براساس سرشماری مرکز آمار ایران در سال ۱۳۸۵، جمعیت آن ۸۱ نفر (۲۰خانوار) بوده‌است.